# Vanessa Paradis

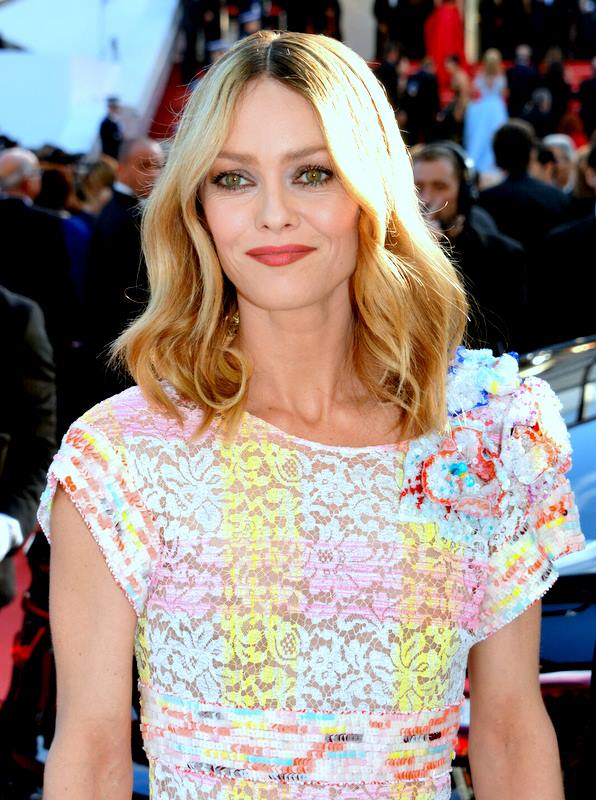
Vanessa Paradis (2016)

Vanessa Chantal Paradis (* 22. Dezember 1972 in Saint-Maur-des-Fossés) ist eine französische Sängerin und Schauspielerin, die auch als Model arbeitet.

## Leben und Karriere
Vanessa Paradis wuchs in Villiers-sur-Marne als erstes Kind von André und Corinne Paradis auf. Ihre jüngere Schwester Alysson wurde ebenfalls Schauspielerin. Paradis war Schülerin im Lycée Marcelin-Berthelot in Saint-Maur-des-Fossés und anschließend im Lycée Pablo Picasso in Fontenay-sous-Bois.

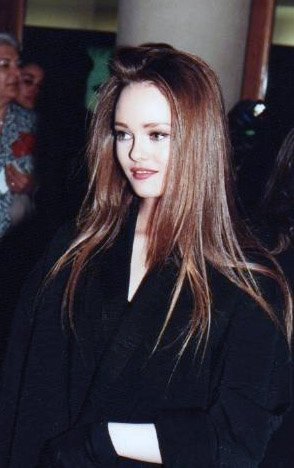
Paradis bei der Verleihung des César (1991)

Am 3. Mai 1980 trat sie in der von Jacques Martin moderierten Sendung L’école des fans zum ersten Mal im Fernsehen auf. Dort sang sie Philippe Chatels Titel Je m’appelle Emilie Jolie. Den Auftritt hatte ihr Onkel, der Schauspieler und Musikproduzent Didier Pain, organisiert. Drei Jahre später nahm die damals Zehnjährige, ebenfalls durch Vermittlung ihres Onkels, mit der Band Les Forbans den Titel La Magie des surprises parties auf. Dieser wurde 1985, als Paradis mit ihm auf einem Talentwettbewerb antrat, als Single unter ihrem Namen veröffentlicht.
Paradis’ internationale Karriere als Sängerin begann, als Pains Freund Franck Langolff, auf dessen Album Normal sie 1986 als Chorsängerin mitgewirkt hatte, sich ihrer als Produzent annahm. Das von ihm und Étienne Roda-Gil geschriebene Joe le taxi wurde im Sommer 1987 Paradis‘ erster Nummer-eins-Hit. Der Titel führte in Frankreich elf Wochen lang die Hitliste an. Auch in Deutschland und Großbritannien wurde das Lied zu einem Top-10-Hit. Ein weiterer vergleichbarer Erfolg war Be My Baby, das von Lenny Kravitz und Gerry DeVeaux geschrieben wurde und im Herbst 1992 als Single erschien.
Die Texte für ihr 1990 erschienenes Album Variations sur le même t’aime schrieb Serge Gainsbourg, der es auch mit Langolff produzierte.
Ihr Debüt als Filmschauspielerin wurde ihr 1989 von Jean-Claude Brisseau ermöglicht, der die Sechzehnjährige für die Hauptrolle in seinem Film Weiße Hochzeit verpflichtete, der neben Elisa, Der Hexenclub von Bayonne und Die Frau auf der Brücke zu ihren erfolgreichsten Filmen zählt. In den 1990er-Jahren war Paradis auch Model in einer Werbekampagne für den Damenduft Chanel Nº 5. Taschen und Lippenstifte von Chanel wurden von ihr ebenfalls beworben.
Zwischen 1988 und 1991 war sie die Freundin des Sängers Florent Pagny. Diese Beziehung wurde vor allem des Altersunterschieds der beiden Künstler wegen (sie war damals 15 Jahre alt und er 26) medial kritisch bewertet. Danach folgte von 1992 bis 1996 eine stürmische Romanze mit Lenny Kravitz, der ihr drittes Album Vanessa Paradis komponiert und produziert hatte. 1993 promotete sie dieses auf ihrer ersten Tournee, auf der die Aufnahmen ihres ersten Live-Albums entstanden, das 1994 veröffentlicht wurde. Anschließend hatte sie von Ende 1997 bis Anfang 1998 eine kurze Beziehung mit dem Schauspieler Stanislas Merhar.
Im September 2007 erschien nach sechs Jahren wieder ein neues Studioalbum mit dem Titel Divinidylle. Das Albumcover zeigt ein Porträt von ihr, das Johnny Depp gemalt hatte. Paradis war von 1998 bis 2012 mit dem Schauspieler liiert, mit dem sie eine Tochter (Lily-Rose Melody, * 1999) und einen Sohn (John Christopher Depp III, * 2002) hat. Ihrer Tochter widmete Vanessa Paradis das Lied La ballade de Lily Rose, das auf dem Album Bliss veröffentlicht wurde.
Im Mai 2013 erschien ein neues Album mit dem Titel Love Songs, eine Doppel-CD, die von dem französischen Sänger und Songschreiber Benjamin Biolay, mit dem sie nach der Trennung vom Rocksänger Matthieu Chedid bis 2015 liiert war, produziert wurde. Ihre Beziehung mit Biolay hatte Paradis am 13. Mai 2014 bei einer Chanel-Modenschau in Dubai öffentlich gemacht.
2016 wurde Paradis in die Wettbewerbsjury der 69. Internationalen Filmfestspiele von Cannes berufen. Im selben Jahr wirkte sie bereits zum neunten Mal beim Wohltätigkeits-Projekt Les Enfoirés mit, bei dem sich viele Stars der französischen Musikszene einmal im Jahr treffen, um ein gemeinsames Konzert zu geben.
Seit November 2016 ist sie mit dem Autor und Regisseur Samuel Benchetrit zusammen, der sie in der Hauptrolle seines 2017 fertiggestellten Films Chien besetzte. Die beiden heirateten im Juni 2018 in Saint-Siméon östlich von Paris. Paradis lebt abwechselnd in Los Angeles und im südfranzösischen Plan-de-la-Tour.
Im Juni 2025 veröffentlichte sie die von Étienne Daho und Jean‑Louis Piérot komponierte und produzierte Single Bouquet final.

## Diskografie

### Studioalben
| Jahr | Titel Musiklabel                                 | Höchstplatzierung, Gesamtwochen, AuszeichnungChartplatzierungen (Jahr, Titel, Musiklabel, Platzierungen, Wochen, Auszeichnungen, Anmerkungen) | Höchstplatzierung, Gesamtwochen, AuszeichnungChartplatzierungen (Jahr, Titel, Musiklabel, Platzierungen, Wochen, Auszeichnungen, Anmerkungen) | Höchstplatzierung, Gesamtwochen, AuszeichnungChartplatzierungen (Jahr, Titel, Musiklabel, Platzierungen, Wochen, Auszeichnungen, Anmerkungen) | Höchstplatzierung, Gesamtwochen, AuszeichnungChartplatzierungen (Jahr, Titel, Musiklabel, Platzierungen, Wochen, Auszeichnungen, Anmerkungen) | Höchstplatzierung, Gesamtwochen, AuszeichnungChartplatzierungen (Jahr, Titel, Musiklabel, Platzierungen, Wochen, Auszeichnungen, Anmerkungen) | Höchstplatzierung, Gesamtwochen, AuszeichnungChartplatzierungen (Jahr, Titel, Musiklabel, Platzierungen, Wochen, Auszeichnungen, Anmerkungen) | Anmerkungen                              |
| Jahr | Titel Musiklabel                                 | DE | AT | CH | UK | FR | BEW | Anmerkungen                              |
| ---- | ------------------------------------------------ | --- | --- | --- | --- | --- | --- | ---------------------------------------- |
| 1988 | M & J Polydor (Polygram)                         | DE61 (1 Wo.)DE | — | CH— GoldCH | — | FR13 Platin · (… Wo.)FR | — | Erstveröffentlichung: 13. Juni 1988      |
| 1990 | Variations sur le même t’aime Polydor (Polygram) | — | — | — | — | FR6 Platin · (… Wo.)FR | — | Erstveröffentlichung: 28. Mai 1990       |
| 1992 | Vanessa Paradis Polydor (Polygram)               | DE53 (10 Wo.)DE | AT22 (13 Wo.)AT | CH— GoldCH | UK45 (2 Wo.)UK | FR1 Platin · (… Wo.)FR | — | Erstveröffentlichung: 21. September 1992 |
| 2000 | Bliss Barclay Records (UMG)                      | — | — | CH31 (5 Wo.)CH | — | FR1 ×2Doppelgold · (49 Wo.)FR | BEW18 (18 Wo.)BEW | Erstveröffentlichung: 10. Oktober 2000   |
| 2007 | Divinidylle Barclay Records (UMG)                | — | — | CH6 Gold · (22 Wo.)CH | — | FR1 Diamant · (84 Wo.)FR | BEW1 Gold · (52 Wo.)BEW | Erstveröffentlichung: 27. August 2007    |
| 2013 | Love Songs Barclay Records (UMG)                 | — | — | CH4 (7 Wo.)CH | — | FR1 ×2Doppelplatin · (77 Wo.)FR | BEW2 (55 Wo.)BEW | Erstveröffentlichung: 13. Mai 2013       |
| 2018 | Les Sources Barclay Records (UMG)                | — | — | CH33 (2 Wo.)CH | — | FR6 Gold · (19 Wo.)FR | BEW12 (18 Wo.)BEW | Erstveröffentlichung: 16. November 2018  |

grau schraffiert: keine Chartdaten aus diesem Jahr verfügbar

### Kompilationen und Livealben
| Jahr | Titel Musiklabel                                  | Höchstplatzierung, Gesamtwochen, AuszeichnungChartplatzierungen (Jahr, Titel, Musiklabel, Platzierungen, Wochen, Auszeichnungen, Anmerkungen) | Höchstplatzierung, Gesamtwochen, AuszeichnungChartplatzierungen (Jahr, Titel, Musiklabel, Platzierungen, Wochen, Auszeichnungen, Anmerkungen) | Höchstplatzierung, Gesamtwochen, AuszeichnungChartplatzierungen (Jahr, Titel, Musiklabel, Platzierungen, Wochen, Auszeichnungen, Anmerkungen) | Höchstplatzierung, Gesamtwochen, AuszeichnungChartplatzierungen (Jahr, Titel, Musiklabel, Platzierungen, Wochen, Auszeichnungen, Anmerkungen) | Höchstplatzierung, Gesamtwochen, AuszeichnungChartplatzierungen (Jahr, Titel, Musiklabel, Platzierungen, Wochen, Auszeichnungen, Anmerkungen) | Höchstplatzierung, Gesamtwochen, AuszeichnungChartplatzierungen (Jahr, Titel, Musiklabel, Platzierungen, Wochen, Auszeichnungen, Anmerkungen) | Anmerkungen                                                    |
| Jahr | Titel Musiklabel                                  | DE | AT | CH | UK | FR | BEW | Anmerkungen                                                    |
| ---- | ------------------------------------------------- | --- | --- | --- | --- | --- | --- | -------------------------------------------------------------- |
| 1994 | Live Remark Records (Remark)                      | — | — | — | — | FR7 Gold · (… Wo.)FR | — | Erstveröffentlichung: 21. Februar 1994 Livealbum               |
| 2001 | Au Zénith Barclay Records (UMG)                   | — | — | — | — | FR19 (13 Wo.)FR | — | Erstveröffentlichung: 6. November 2001 Livealbum               |
| 2004 | Atomik Circus (O.S.T.) Barclay Records (UMG)      | — | — | — | — | FR54 (8 Wo.)FR | — | Erstveröffentlichung: 7. April 2004 mit The Little Rabbits     |
| 2008 | Divinidylle Tour Barclay Records (UMG)            | — | — | — | — | FR5 (34 Wo.)FR | BEW5 (9 Wo.)BEW | Erstveröffentlichung: 8. September 2008 Livealbum              |
| 2009 | Best of Barclay Records (UMG)                     | — | — | CH43 (11 Wo.)CH | — | FR— ×3DreifachplatinFR | BEW1 Gold · (52 Wo.)BEW | Erstveröffentlichung: 23. November 2009 Kompilation            |
| 2010 | Une nuit à Versailles Barclay Records (UMG)       | — | — | — | — | FR17 (19 Wo.)FR | BEW26 (15 Wo.)BEW | Erstveröffentlichung: 29. November 2010 Livealbum              |
| 2011 | Un monstre à Paris (O.S.T.) Barclay Records (UMG) | — | — | — | — | FR7 (49 Wo.)FR | BEW10 (21 Wo.)BEW | Erstveröffentlichung: 3. Oktober 2011 mit -M- & Patrice Renson |
| 2014 | Love Songs Tour Barclay Records (UMG)             | — | — | — | — | FR22 (10 Wo.)FR | BEW30 (18 Wo.)BEW | Erstveröffentlichung: 24. November 2014 Livealbum              |
| 2019 | Best of & Variations Barclay Records (UMG)        | — | — | — | — | FR29 (10 Wo.)FR | BEW31 (17 Wo.)BEW | Erstveröffentlichung: 29. November 2019 Kompilation            |

grau schraffiert: keine Chartdaten aus diesem Jahr verfügbar
Weitere Alben
- 1988: Vanessa Paradis (3 clips)
- 1990: Les Clips
- 1990: Portrait
- 1994: Tous ses clips
- 2010: Anthologie 1987–2007

### Singles
| Jahr | Titel Album                                             | Höchstplatzierung, Gesamtwochen, AuszeichnungChartplatzierungen (Jahr, Titel, Album, Platzierungen, Wochen, Auszeichnungen, Anmerkungen) | Höchstplatzierung, Gesamtwochen, AuszeichnungChartplatzierungen (Jahr, Titel, Album, Platzierungen, Wochen, Auszeichnungen, Anmerkungen) | Höchstplatzierung, Gesamtwochen, AuszeichnungChartplatzierungen (Jahr, Titel, Album, Platzierungen, Wochen, Auszeichnungen, Anmerkungen) | Höchstplatzierung, Gesamtwochen, AuszeichnungChartplatzierungen (Jahr, Titel, Album, Platzierungen, Wochen, Auszeichnungen, Anmerkungen) | Höchstplatzierung, Gesamtwochen, AuszeichnungChartplatzierungen (Jahr, Titel, Album, Platzierungen, Wochen, Auszeichnungen, Anmerkungen) | Höchstplatzierung, Gesamtwochen, AuszeichnungChartplatzierungen (Jahr, Titel, Album, Platzierungen, Wochen, Auszeichnungen, Anmerkungen) | Anmerkungen                                                  |
| Jahr | Titel Album                                             | DE | AT | CH | UK | FR | BEW | Anmerkungen                                                  |
| --- | ------------------------------------------------------- | --- | --- | --- | --- | --- | --- | ------------------------------------------------------------ |
| 1987 | Joe le taxi M & J                                       | DE8 (16 Wo.)DE | — | — | UK3 (10 Wo.)UK | FR1 Platin · (23 Wo.)FR | — | Erstveröffentlichung: April 1987                             |
| 1987 | Manolo Manolete M & J                                   | — | — | — | — | FR10 (12 Wo.)FR | — | Erstveröffentlichung: Dezember 1987                          |
| 1988 | Marilyn et John M & J                                   | DE35 (9 Wo.)DE | — | — | — | FR5 Silber · (21 Wo.)FR | — | Erstveröffentlichung: Juni 1988                              |
| 1988 | Maxou M & J                                             | — | — | — | — | FR13 (13 Wo.)FR | — | Erstveröffentlichung: November 1988                          |
| 1989 | Coupe coupe M & J                                       | — | — | — | — | FR22 (10 Wo.)FR | — | Erstveröffentlichung: März 1989                              |
| 1990 | Tandem Variations sur le même t’aime                    | — | — | — | — | FR22 (15 Wo.)FR | — | Erstveröffentlichung: Mai 1990                               |
| 1990 | Dis-lui toi que je t’aime Variations sur le même t’aime | — | — | — | — | FR41 (4 Wo.)FR | — | Erstveröffentlichung: November 1990                          |
| 1992 | Be My Baby Vanessa Paradis                              | DE10 (20 Wo.)DE | AT19 (3 Wo.)AT | — | UK6 (15 Wo.)UK | FR5 (21 Wo.)FR | — | Erstveröffentlichung: 18. September 1992                     |
| 1993 | Sunday Mondays Vanessa Paradis                          | DE51 (12 Wo.)DE | — | — | UK49 (4 Wo.)UK | FR41 (4 Wo.)FR | — | Erstveröffentlichung: Januar 1993                            |
| 1993 | Just as Long as You Are There Vanessa Paradis           | — | — | — | UK57 (1 Wo.)UK | — | — | Erstveröffentlichung: Juni 1993                              |
| 2000 | Commando Bliss                                          | — | — | — | — | FR43 (12 Wo.)FR | — | Erstveröffentlichung: Oktober 2000                           |
| 2007 | Divine Idylle Divinidylle                               | — | — | CH53 (11 Wo.)CH | — | FR160 (1 Wo.)FR | BEW5 (19 Wo.)BEW | Erstveröffentlichung: Juni 2007 Charteinstieg FR: 2013       |
| 2007 | Dès que j’te vois Divinidylle                           | — | — | — | — | FR199 (1 Wo.)FR | BEW27 (7 Wo.)BEW | Erstveröffentlichung: 2007 Charteinstieg FR: 2013            |
| 2009 | Il y a Best of                                          | — | — | CH56 (5 Wo.)CH | — | FR62 (5 Wo.)FR | BEW4 (24 Wo.)BEW | Erstveröffentlichung: 21. September 2009                     |
| 2011 | La Seine Un monstre à Paris                             | — | — | — | — | FR9 (74 Wo.)FR | BEW3 (27 Wo.)BEW | Erstveröffentlichung: 27. Juni 2011 mit -M-                  |
| 2013 | Love Song Love Songs                                    | — | — | — | — | FR20 (19 Wo.)FR | BEW10 (15 Wo.)BEW | Erstveröffentlichung: 25. Februar 2013                       |
| 2013 | Les espaces et les sentiments Love Songs                | — | — | — | — | FR100 (8 Wo.)FR | — | Erstveröffentlichung: 17. Juni 2013                          |
| 2014 | Mi amor Love Songs                                      | — | — | — | — | FR57 (10 Wo.)FR | — | Erstveröffentlichung: 24. Februar 2014                       |
| 2014 | Pas besoin de permis Love Songs Tour                    | — | — | — | — | FR35 (4 Wo.)FR | — | Erstveröffentlichung: 22. September 2014 mit Benjamin Biolay |
| 2019 | Vague à l’âme sœur Best of & Variations                 | — | — | — | — | FR— DiamantFR | — | Erstveröffentlichung: 27. September 2019                     |
| Folgende Lieder erschienen nicht als Single, wurden aber durch das Album zum Download und Streaming bereitgestellt und konnten somit eine Platzierung erlangen: |                                                         | | | | | | |                                                              |
| |                                                         | | | | | | |                                                              |
| 2013 | Station Quatre-Septembre Love Songs                     | — | — | — | — | FR132 (1 Wo.)FR | — |                                                              |
| 2013 | La chanson des vieux cons Love Songs                    | — | — | — | — | FR138 (2 Wo.)FR | — |                                                              |

grau schraffiert: keine Chartdaten aus diesem Jahr verfügbar

### Als Gastmusikerin
| Jahr | Titel Album                           | Höchstplatzierung, Gesamtwochen, AuszeichnungChartplatzierungen (Jahr, Titel, Album, Platzierungen, Wochen, Auszeichnungen, Anmerkungen) | Höchstplatzierung, Gesamtwochen, AuszeichnungChartplatzierungen (Jahr, Titel, Album, Platzierungen, Wochen, Auszeichnungen, Anmerkungen) | Höchstplatzierung, Gesamtwochen, AuszeichnungChartplatzierungen (Jahr, Titel, Album, Platzierungen, Wochen, Auszeichnungen, Anmerkungen) | Höchstplatzierung, Gesamtwochen, AuszeichnungChartplatzierungen (Jahr, Titel, Album, Platzierungen, Wochen, Auszeichnungen, Anmerkungen) | Höchstplatzierung, Gesamtwochen, AuszeichnungChartplatzierungen (Jahr, Titel, Album, Platzierungen, Wochen, Auszeichnungen, Anmerkungen) | Höchstplatzierung, Gesamtwochen, AuszeichnungChartplatzierungen (Jahr, Titel, Album, Platzierungen, Wochen, Auszeichnungen, Anmerkungen) | Anmerkungen                                                                      |
| Jahr | Titel Album                           | DE | AT | CH | UK | FR | BEW | Anmerkungen                                                                      |
| --- | ------------------------------------- | --- | --- | --- | --- | --- | --- | -------------------------------------------------------------------------------- |
| 2012 | Profite Vengeance                     | — | — | — | — | FR93 (1 Wo.)FR | — | Erstveröffentlichung: November 2012 Benjamin Biolay feat. Vanessa Paradis        |
| 2017 | Did You Really Say No Bedroom Crimes  | — | — | — | — | FR49 (2 Wo.)FR | — | Erstveröffentlichung: 10. März 2017 Oren Lavie feat. Vanessa Paradis             |
| 2017 | Du bout des lèvres Barbara            | — | — | — | — | FR78 (1 Wo.)FR | — | Erstveröffentlichung: 29. September 2017 Alexandre Tharaud feat. Vanessa Paradis |
| Folgende Lieder erschienen nicht als Single, wurden aber durch das Album zum Download und Streaming bereitgestellt und konnten somit eine Platzierung erlangen: |                                       | | | | | | |                                                                                  |
| |                                       | | | | | | |                                                                                  |
| 2019 | Dans l’univers Les étoiles vagabondes | — | — | CH29 (2 Wo.)CH | — | FR2 Diamant · (63 Wo.)FR | BEW50 (2 Wo.)BEW | Charteinstieg: 16. Juni 2019 Nekfeu feat. Vanessa Paradis                        |

Weitere Singles
- 1989: Mosquito
- 1991: L’Amour en soi
- 1993: Natural high
- 1994: Les Cactus (live)
- 1994: Gotta Have It (live)
- 2000: Pourtant
- 2001: Que fait la vie ?
- 2001: L’Eau à la bouche (live)
- 2001: Walk on the Wild Side (live)
- 2004: Ma pétroleuse
- 2007: Dès que j’te vois
- 2008: L’incendie
- 2008: Les Piles (live) (mit -M-)
- 2009: Adrienne (mit Albin de la Simone)
- 2018: Ces mots simples
- 2019: Kiev
- 2023: Tirer la nuit sur les Etoiles (Etienne Daho & Vanessa Paradis)
- 2025: Bouquet Final

## Filmografie (Auswahl)
- 1989: Weiße Hochzeit (Noce Blanche)
- 1994: De Serge Gainsbourg à Gainsbarre de 1958–1991
- 1995: Elisa
- 1997: Der Hexenclub von Bayonne (Un amour de sorcière)
- 1998: Alle meine Väter; aka Half A Chance – Einer von Beiden (Une chance sur deux)
- 1998: Le plaisir (et ses petits tracas)
- 1999: Die Frau auf der Brücke (La fille sur le pont)
- 2004: Atomik Circus (Atomik Circus – Le retour de James Bataille)
- 2004: Mon Ange
- 2006: Le Soldat Rose
- 2007: La Clef
- 2010: Der Auftragslover (L’Arnacœur)
- 2010: Ein Monster in Paris (Un monstre à Paris)
- 2011: Café de flore
- 2012: Dubaï Flamingo
- 2012: Je me suis fait tout petit
- 2012: Cornouaille
- 2013: Plötzlich Gigolo (Fading Gigolo)
- 2014: French Women – Was Frauen wirklich wollen (Sous les jupes des filles)
- 2014: Rio, I Love You (Rio, Eu Te Amo, Episode Quando não há mais amor)
- 2016: Yoga Hosers
- 2017: Frost
- 2017: Chien – Regie: Samuel Benchetrit
- 2017: Maryline
- 2018: Das Familienfoto (Photo de famille)
- 2018: Messer im Herz (Un couteau dans le cœur)
- 2020: Der doppelte Alfred (Les 2 Alfred)
- 2020: I Love You Coiffure (Fernsehfilm)
- 2021: Cette musique ne joue pour personne
- 2022: Juniors
- 2023: Les complices
- 2024: Dis-moi juste que tu m'aimes

## Auszeichnungen (Auswahl)
- 1990: Romy-Schneider-Preis
- 1990: César